# Frontmaske
Als Frontmasken werden Verkleidungen im Frontbereich von Kraftfahrzeugen bezeichnet.  

## Auto
Frontmasken werden bei Autos meist als Zierelemente in der Front eingesetzt und sind das vordere Abschlussblech einer Autokarosserie. Sie können die Scheinwerfer und Blinker aufnehmen. Im Gegensatz zum Kühlergrill sind sie aber nicht luftdurchlässig.
Aufgrund ihrer prominenten Lage kommen sie oftmals mit Schmutz, Wasser und Salz in Verbindung und sind dadurch sehr anfällig für Rost.

## Motorrad
Frontmasken werden bei Motorrädern u. a. zur Abdeckung der Elektrik gegen Spritzwasser oder zur optischen Aufwertung eingesetzt, dienen gleichzeitig zur Aufnahme der/des Scheinwerfers und/oder der Blinker und werden hauptsächlich bei Enduros und Streetfightern verbaut.